# João de Palma Muniz
João de Palma Muniz (Vigia, 5 de Janeiro de 1873 — Belém, 26 de dezembro de 1927) foi um engenheiro civil e escritor brasileiro, membro fundador do instituto Histórico e Geográfico, escritor de livros históricos e geográficos, os quais são muito valorizados devido a seriedade dos fatos narrados, não aumentando os fatos, nem colocando fantasias banais para agradar o público.

## Obras
- Adesão do Grão-Pará à Independência
- Delimitação intermunicipal do Estado do Grão-Pará
- Patrimônios dos conselhos municipais do Estado do Pará
- Índice geral dos registros de terras do Estado do Pará
- O município de Itaituba
- Terrenos discriminados na estrada de ferro de Bragança
- O instituto Santo Antônio do Prata: noticias históricas de sua fundação e desenvolvimento
- Carta geográfica do município de Belém
- Carta geográfica da zona da estrada de ferro de Brangariça e da colonização do Estado do Pará
- A orla marginal do rio Amazonas dentro do território brasileiro
- A faixa territorial da república brasileira
- Imigração e colonização do Estado do Grão-Pará
- Grenfell na história do Pará: 1823 - 1824
- Diário abreviado

Estas obras, e as que não foram citadas, foram editadas em Belém (oficinas gráficas do: Instituto Lauro Sodré, Imprensa Oficial do Estado) e na França (Paris e Lausanne)

## Eventos
Representou o Estado do Pará no VI Congresso Brasileiro de Geografia, realizado em Belo Horizonte, no ano de 1919.

## Curiosidades
No município de Redenção, extremo sul do estado do Pará, existe uma escola que recebeu o nome em homenagem a João Palma Muniz. Esta unidade de ensino é uma das mais conhecidas e conceituadas da cidade, tendo grande prestígio e ensino de qualidade. Escola Engº Palma Muniz é motivo de orgulho para os alunos que a freqüentam. Justa homenagem ao grande escritor e engenheiro paraense.